# Рунка
Рунка (ronsard) или рогатина — разновидность древкового колющего оружия, представляющая собой фактически копье с двумя дополнительными боковыми наконечниками, меньшими, чем центральный; также иногда именуется боевыми вилами.
В другом источнике указано, что Боевые вилы (fauchart) или косари — оружие пехотинцев, которые ими кололи и рубили: род ножа с двумя выдающимися остриями. Снабжались еще крючками, которыми можно было стащить всадника с коня. Употреблялись в XV и XVI веках, сохранились и до начала XX века в Китае. Существовалии другие косари, со складными остриями, которые, когда вилы захватывали руку, ногу или шею всадника, выпрямлялись с помощью пружины и как в клещах держали захваченное — дезарсоннер (désarçonneurs — от arçon, седло).

## История
Рунка (ronsard) или рогатина впервые упоминается в начале XVI столетия. Была наиболее популярна в  Германских, Итальянских (называлось — Brandistocco) государствах и в Испании (называлось — Roncona). Широко представлена на изображениях XV века в качестве оружия пехоты, однако, по мнению австрийского оружиеведа второй половины XIX века В. Бехайма — она значительно древнее. В начале XVI века обрела популярность в лейб-гвардии, а со второй половины XVI века стала использоваться в качестве парадного оружия. В оружейных собраниях Вены и Мадрида хранятся складные парадные рунки с позолоченными клинками и обтянутыми шёлком древками, а их конструкция позволяет складывать не только древко, но и боковые отростки клинка.
Боковые отростки в некоторых вариантах могут представлять собой заточенные лезвия. Варианты же в которых боковые отростки не являются лезвиями, в зависимости от их формы могут считаются разновидностью боевых (или штурмовых) вил, либо спетума, также известного как фриульское копьё. Разница между такими разновидностями рунки, как спетум и боевые вилы (или трезубец), состоит в том что в боевых вилах острия боковых отростков смотрят вперёд, в то время как у спетума они смотрят чуть в стороны, либо вовсе выгнуты назад, фактически представляя собой крючья.
- Присяга цюрихцев Швейцарскому Союзу. Миниатюра из «Люцернской хроники» Диболда Шиллинга Младшего (1513 год).
- Воин с рункой. Акварель из «Всемирного театра старинной и современной моды» Лукаса де Гира (1575 год).